# بالابر متحرک

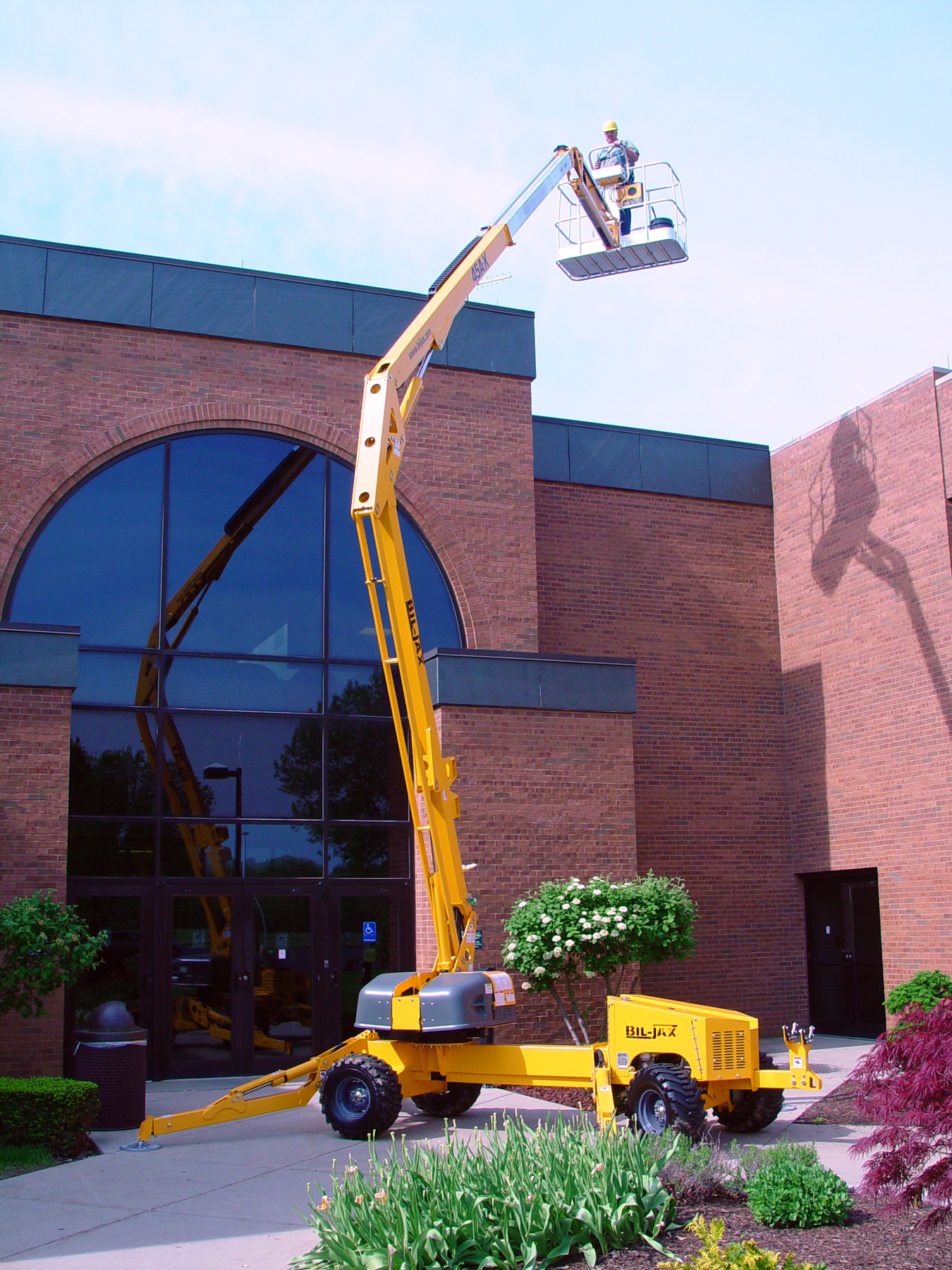
تصویر بالابر متحرک

بالابر متحرک ماشین متحرکی است که از حداقل یک پلتفرم کار به همراه کنترل و یک دکل یا ساختار قابل گسترش به همراه شاسی برای دسترسی و کار در ارتفاع تشکیل شده‌ است.
انواع مختلفی از بالابرهای متحرک برای کار و دسترسی به ارتفاع در شرایط کاری مختلف وجود دارد که می‌توان به بالابرهای آکاردئونی یا بالابر قیچی، بالابر تلسکوپی، بالابر مفصلی، بالابر ستونی، بالابر ریلی، بالابر کامیونی، بالابر یدک‌کش، بالابر عنکبوتی و غیره اشاره کرد که تحت عنوان کلی بالابر صنعتی یا بالابر هیدرولیکی شناخته می‌شوند.
در بالابرهای متحرک از حسگرهای مختلفی برای ایمنی بالابر استفاده می‌شود بعضی از این حسگرهای شامل: سنسور شیب
این حسگر جهت سنجش زاویهٔ شیب در دستگاه‌ها بکار می‌رود. وظیفه این سنسور بسیار حیاتی می‌باشد به محض اینکه شیب در حین حرکت یا حرکت در ارتفاع تغییر نمایید و بیش از کمیت استاندارد باشد، دستگاه کلیه حرکات را متوقف و قطع نموده و تنها به اپراتور اجازه پایین آمدن در پایین‌ترین سطح را داده تا اپراتور با تغییر موقعیت دستگاه به شیب مناسب همراه با پایداری در ارتفاع مورد نظر دست یابد.

## سنسور وزن
لود سل یک نوع حسگر الکترونیکی برای اندازه‌گیری وزن و نیرو است که در انواع کششی، خمشی، فشاری و پیچشی ساخته شده‌است. عملکرد این حسگرها به اینگونه است که به محض آنکه وزن داخل سبد بیشتر از استاندارد در نظر گرفته شده مختص آن دستگاه باشد، چراغ مربوط به اضافه بار شروع به چشمک زدن و آژیر مربوط به آن تا زمان رسیدن به وزن ایده‌آل ادامه خواهد داشت و به کاربر تنها اجازه پایین آوردن بالابر داده می‌شود.
بالابرهای متحرک توسط شرکت‌های مختلفی در ایران و جهان تولید می‌شوند. یکی از معروفترین برندهای تولیدکننده بالابر در جهان شرکت هالوت فرانسه می‌باشد.